# Ćurčići
Ćurčići (cyr. Ћурчићи) – wieś w Czarnogórze, w gminie Danilovgrad. W 2003 roku liczyła 6 mieszkańców.